# Linia kolejowa Kamenz – Pirna
Linia kolejowa Kamenz – Pirna – linia kolejowa w Niemczech, w kraju związkowym Saksonia. Biegnie z Kamenz przez Pulsnitz Arnsdorf do Pirny. Odcinek Arnsdorf – Dürrröhrsdorf jest zamknięty od 2007 roku.